# Château de Logempré
Le château de Logempré est un ancien château fort, des XVe et XIXe siècles, aujourd'hui ruiné, qui se dresse sur la commune française de Pont-Saint-Pierre dans le département de l'Eure, en région Normandie.
Il est recensé à l'inventaire général du patrimoine culturel.

## Historique
Siège d'une ancienne baronnie, le château joua un rôle au cours de la guerre de Cent Ans. Bâti à l'emplacement du château fort de la Malemaison, des XIIe et XIVe siècles, la famille de Roncherolles le reconstruit à la fin du XVe siècle, et il est remanié à la fin du XVIIIe siècle par le marquis de Montesquieu, puis par Antoine Caillot de Coqueréaumont, aïeul du baron d'Houdemare qui le restaura à la fin du siècle dernier.
Henry IV et Gabrielle d'Estrées y séjournent à la fin du XVIe siècle.
Le parc du château de Logempré, créé en 1810 par l'architecte Le Poigneux, est recensé à l'inventaire général du patrimoine culturel.
Le château apparaît dans le film Pas si bête (1946), avec Bourvil. Inhabité depuis 1998 et dégradé, il est racheté en 2023 par un couple qui souhaite le restaurer.

## Galerie

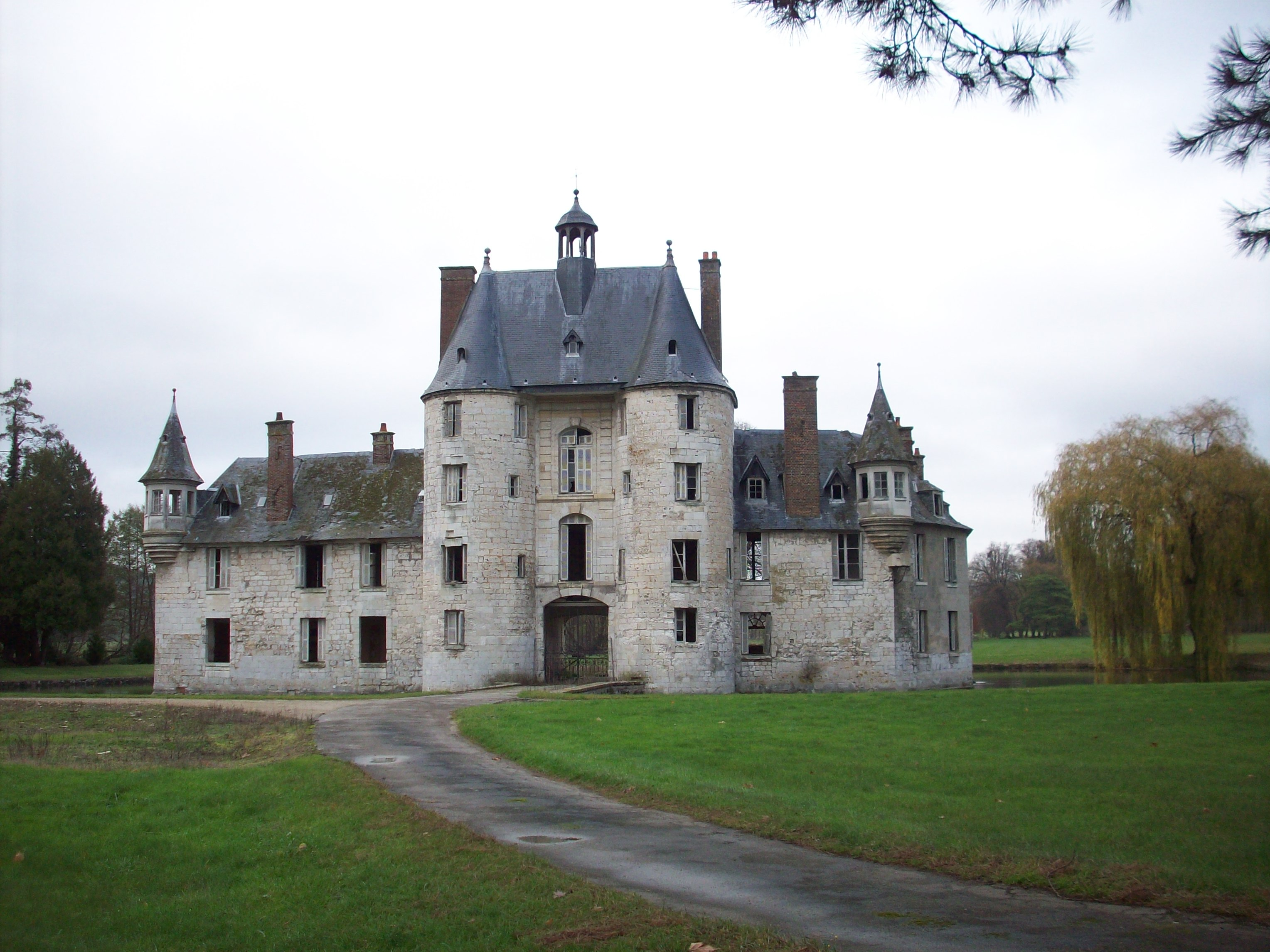
Château de Logempré en 2010
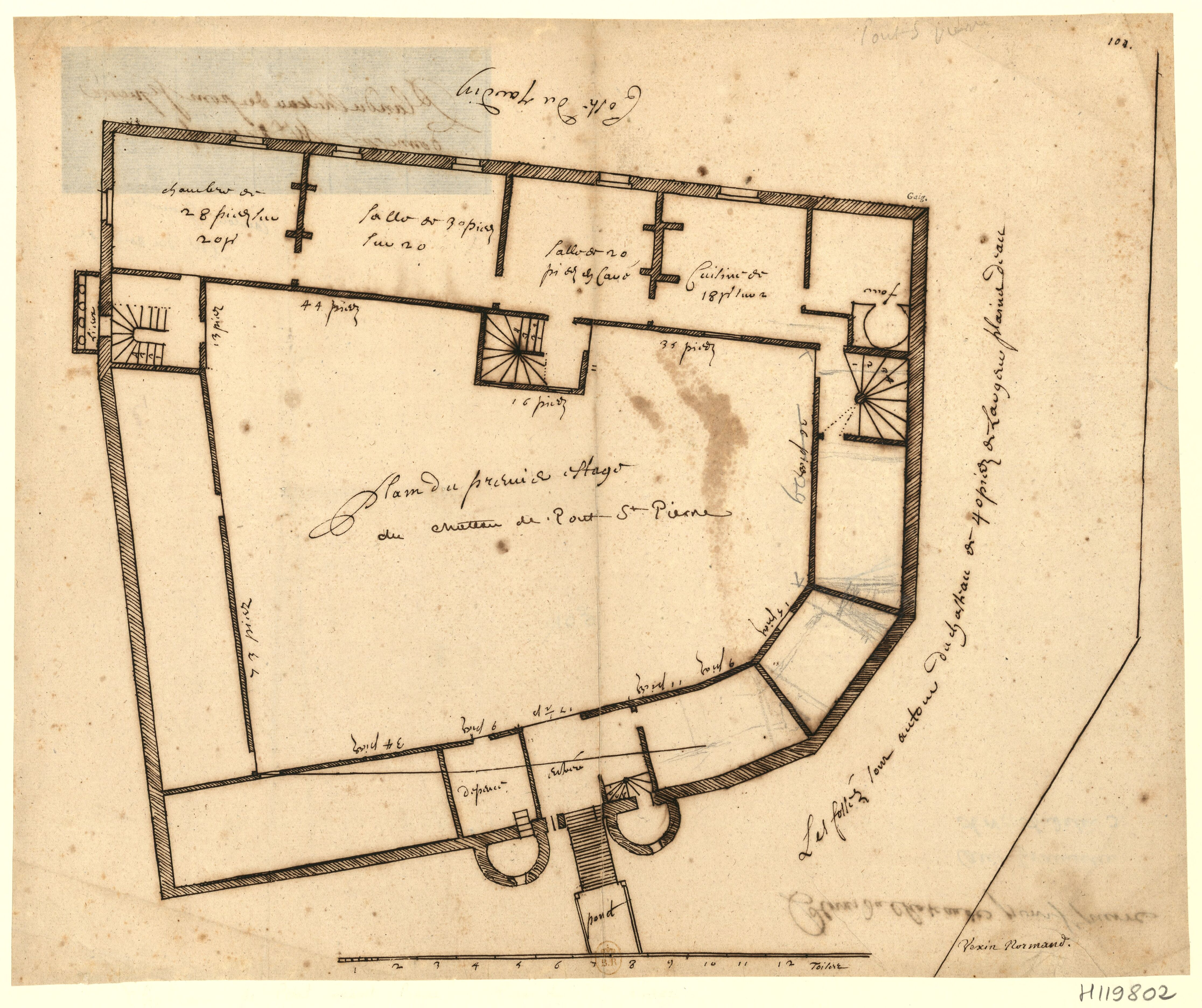
Plan du 1er étage au XVIIe
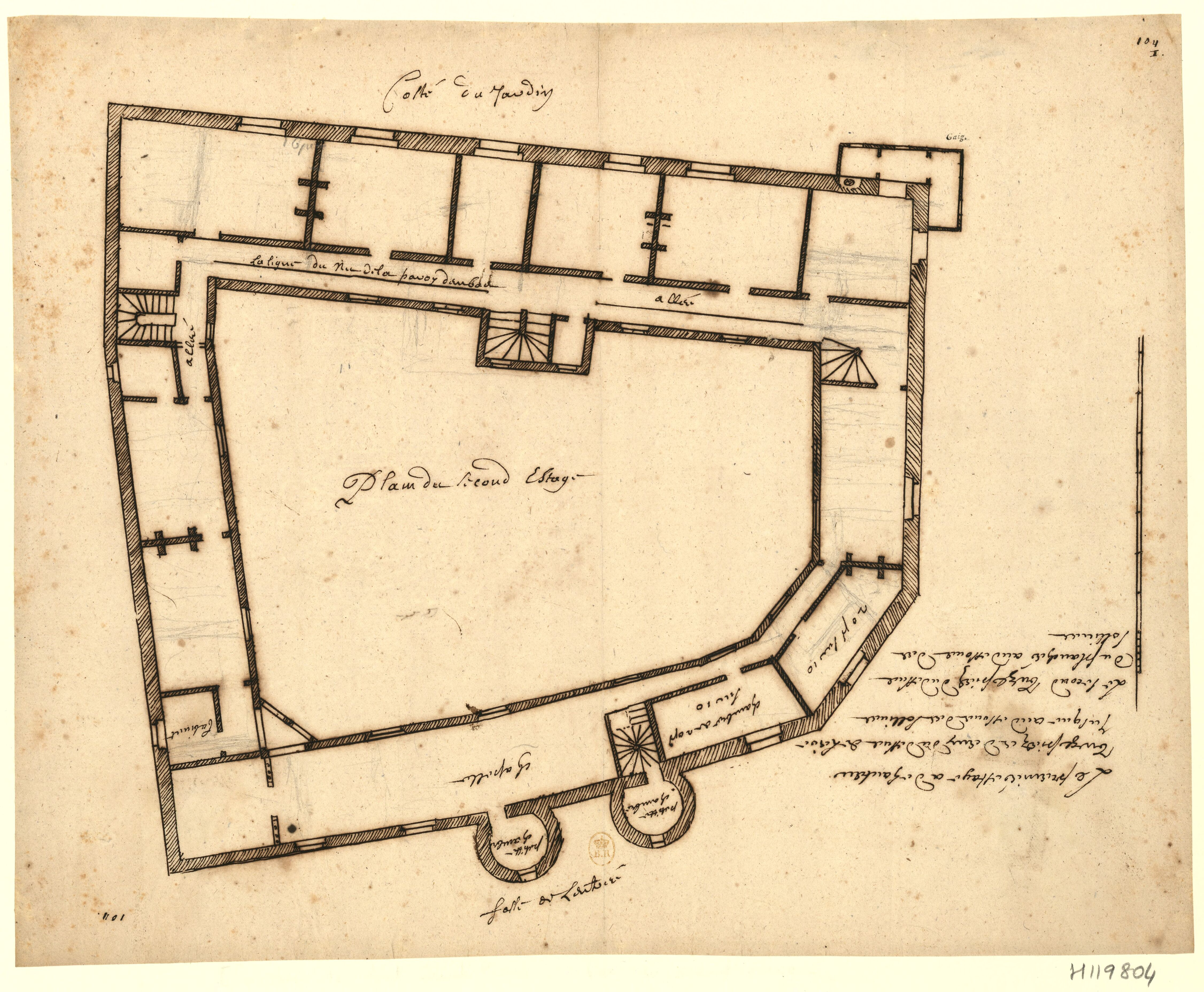
Plan du 2e étage au XVIIe
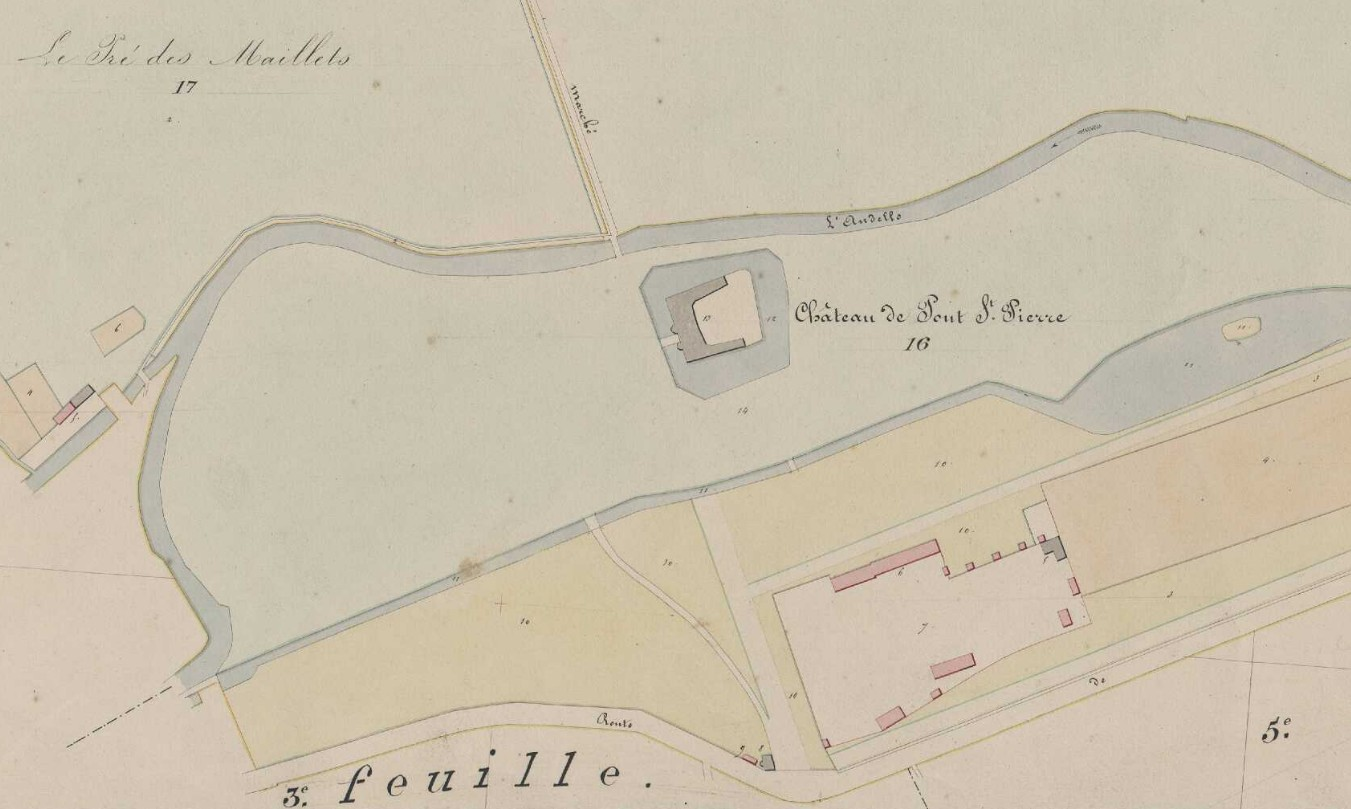
Extrait du plan cadastral napoléonien en 1836